# 松本俊郎
松本 俊郎（まつもと としろう、1952年5月22日 - ）は、日本の経済史学者。放送大学岡山学習センター所長、岡山大学名誉教授。日経・経済図書文化賞受賞。

## 略歴
東京都生まれ。1975年一橋大学社会学部卒、1980年一橋大学大学院経済学研究科博士課程満期退学。指導教官中村政則。岡山大学経済学部講師となり、1984年助教授、1993年教授、2004-2006年学部長、2006年同社会文化科学研究科比較社会文化学専攻教授。2018年定年退任、岡山大学名誉教授、放送大学岡山学習センター 所長・特任教授。
2001年「「満州国」から新中国へ 鞍山鉄鋼業からみた中国東北の再編過程 1940～1954」で一橋大学経済学博士。2000年同書で日経・経済図書文化賞受賞。

## 著書
- 『侵略と開発 日本資本主義と中国植民地化』御茶の水書房 1988
- 『「満洲国」から新中国へ 鞍山鉄鋼業からみた中国東北の再編過程 1940～1954』名古屋大学出版会 2000